# Wildschut
Wildschut is een Nederlands-Belgische film uit 1985 naar het gelijknamige boek van Felix Thijssen uit 1980. De film heeft als internationale titel Stronghold.

## Verhaal
Twee dieven zijn op de vlucht voor de politie na een overval op een casino. Ze belanden op het Vlaamse platteland en besluiten hun onderkomen te zoeken op de hoeve Wildschut, waar ze de hele familie in gijzeling nemen.

## Rolverdeling
| Acteur                | Personage      |
| --------------------- | -------------- |
| Hidde Maas            | Jim            |
| Josse De Pauw         | Deleye         |
| Jack Monkau           | Charlie        |
| Chris Lomme           | Sybil          |
| Annick Christiaens    | Lisa           |
| Marc Van Eeghem       | Hugo           |
| Werther Vander Sarren | Sheriff Dalsum |
| Bert Onraedt          | Baby Ruben     |

## Locaties
De film werd naast het militaire domein van Leopoldsburg, ook opgenomen in Lommel (grensovergang), Oostham (scènes rond het pompstation) en Eksel (dorpsomgeving).